# Білий Камінь (Казахстан)
Білий Камі́нь (каз. Белый Камень) — село у складі Шемонаїхинського району Східноказахстанської області Казахстану. Входить до складу Разінського сільського округу.
Населення — 152 особи (2021; 289 у 2009, 307 у 1999, 374 у 1989).
Національний склад станом на 1989 рік:
- росіяни — 100 %